# 陳書君 (演員)
陈书君（1939年5月－），生于浙江富阳，越剧女演员，擅长小生，名列《中国越剧大典》名人卷，有“越剧第一官生”之美誉，为“浙江五大小生”之一。任中国戏剧家协会会员、北京市越剧艺术研究会理事、浙江省杭州市文联副主席。

## 活动年表
1939年，5月，出生于富阳县场口镇。

1955年，2月，毕业于浙江省富阳市立中学初中部，考入富阳县艺训班（即为富阳越剧团——又名杭州越剧三团——前身）。

1957年，应浙江省、市文化部门邀请，首次进杭州胜利剧院演出《劈山救母》，饰演沉香，因剧中人物形象塑造鲜明，被省、市文化界誉为“富春江上的一颗明珠”。

1958年，再度进驻杭州解放剧院演出，受到盖叫天的亲切接见，次日随剧团应邀在盖府讲戏传艺。

1959年，在杭州市区演出《劈山救母》（饰沉香）、《龙凤锁》（饰林逢春）、《党员登记表》（以花旦应功饰演主角）、《秦楼月》（饰吕贯）、《双狮图》（饰赵云贵）、《孟丽君》饰孟丽君，《穆桂英》（饰杨宗保）、《麒麟带》（饰姚麒麟）等剧目。

1960年，坚持上山下乡，立足为本县农村服务，全年演出达三百余场，所在团队被评为县先进集体。

1961年，在杭州市区演出《赠书记》、《秦楼月》、《文约记》、《孟丽君》、《打金枝》（饰郭暧）等剧目，获好评。

1962年，演出《张羽煮海》（饰张羽）、《打金枝》、《金水桥》、《水泼大红袍》等剧目。其中主演的《水泼大红袍》参加杭州市戏曲会演，获集体演出奖。

1963年，就学于杭州市越剧艺术训练班。主演大型现代剧《亮眼哥》，饰亮眼哥万松青，赴富阳、桐庐、临安、绍兴等地巡回演出。主演《孟丽君》于富阳剧院。

1964年，主演《亮眼哥》、《红缨激浪》、《打金枝》、《春江高歌》等剧目于杭州。其中《春江高歌》作为参加杭州地区戏曲现代戏观摩演出大会第一轮演出的剧目进行演出，获得表演奖。

1965年，主演现代剧《山乡风云》于富阳剧院，以花旦应功饰女队长刘琴。

1966年，主演现代戏《江姐》，饰江姐。 是年，文革开始，停止演出古装剧目。

1970年，富阳越剧团与县文化馆、富阳剧院等单位合并，组建为富阳毛泽东思想宣传站，剧团称富阳县革命文艺宣传队（后改为“文工团”）。6月，随团共二十多人赴本县贤德公社查口大队蹲点，与当地群众“同吃、同住、同劳动”，接受贫下中农再教育。在全国普及革命样板戏形势下，排演现代京剧《红灯记》（饰田大婶）、《沙家浜》（饰沙奶奶）、《杜鹃山》（饰李石坚）等剧目，分别赴富阳、新登、龙羊、大源、场口等地区共演出一百余场。

1973年，所在组织富阳越剧团恢复原名。主演现代下戏《白衣赞歌》，饰医士康民，并参加杭州市现代戏会演，获创作鼓励奖。

1975年，浙江省革命委员会下文批准富阳越剧团为国家全民所有制艺术表演团体，第一出剧目为《枫树湾》，为陈书君主演。

1976年，排演大型现代剧《枫叶红了的时候》(饰冯云彤)、《江姐》（饰江姐）、《祥林嫂》（饰祥林嫂）、《小刀会》（为导演）、《十五贯》（饰熊友兰）、《红灯记》（（饰田大婶）、《沙家浜》（饰沙奶奶）等剧目，除在富阳县境内演出外，还赴临安、桐庐、杭州等地公演。

1977年，主演的《江姐》在4月份和8月份于富阳剧院演出30多场，主演的《枫叶红了的时候》演出20多场。全年演出一百六十五场，经济收入比前年增加两倍多，扭转了亏损。

1978年，在杭州演出《打金枝》、《御河桥》、《江姐》，获好评。

1979年，就学于浙江省艺术学校导演进修班。于杭州演出《珍珠塔》饰方卿，连满五十四场，超剧场演出的历史记录。首次进入上海，演出《御河桥》，获得好评。是年，任富阳越剧团副团长。

1980年，演出《珍珠塔》、《御河桥》于杭州。并为年青演员何娟娟配戏，演出《珍珠塔》中“前见姑”，赢得广泛赞誉。是年，当选富阳县第七届人民代表大会代表。

1981年，当选第7届人大常委会委员。主演《何文秀》、《桃花女太子》、《沙漠王子》、《巡按斩父》等剧目于杭州。3月时在杭州演出，因劳累过度嗓音沙哑，众多观众自发送去胖大海、西洋参含片等药物，陈书君致信《杭州日报》表示感谢。4月，杭州四频道播放富阳越剧团陈书君主演之《何文秀》全剧录像。4月27日，《广播电视周报》以《柔和婉约 以声传情——介绍陈书君的演唱艺术》为题，发表专栏文章介绍陈书君，亦在《百花迎春》戏曲专题栏目，介绍其越剧艺术。12月，中央电视台播放富阳越剧团陈书君先生主演之《何文秀》全剧录像。

1982年，主演《沙漠王子》、《何文秀》、《巡按斩父》、《三试浪荡子》等剧目于杭州。3月，中央电视台再次播放富阳越剧团陈书君主演之《何文秀》全剧录像。7月，参加杭州市群众艺术馆主办之越剧流派唱腔讲座，与越剧界老演员屠桂飞，浙江省艺术学校教师宋普南一同演讲于杭州市群众艺术馆小剧场。7月至8月，为筹备浙江省戏曲“小百花”会演，杭州市文化局举办为期一月的杭州市戏曲“小百花”艺术训练班，陈书君以辅导老师身份参与辅导。10月10日，《杭州日报》第3版以《她使观众进了剧情》为名专题介绍陈书君。10月17日，《杭州日报》刊登其《沙漠王子》剧照。11月，应杭州市文化局之邀，为浙江省艺校赴港演出队集训班辅导排练《何文秀》中“哭牌”、“算命”两个折子戏。 11月，《戏剧影视报》第12期刊登其主演之《沙漠王子》剧照。12月6日，浙江电台于19点20分播送陈书君主演之《沙漠王子》“算命歼敌”选段，《浙江电视报》1982年12月6日刊进行了预告。是年，加入中国共产党。并被吸收为中国戏剧家协会浙江分会会员。

1983年，主演《桃花女太子》、《巡按斩父》等剧目。1月3日，杭州电台播放陈书君主演之《巡按斩父》选段，《浙江电视报》1982年12月31日刊进行了预告。5月，《戏文》杂志第5期刊登陈书君署名文章《坚持进步 永不停顿》。是年，参加富阳县1983年度先进表彰大会。

1984年，演出《孤山情》、》《正气千古》（《金殿拒婚》的前身）、电影《莺燕桃李》（此剧为《舞台姐妹》的姊妹篇）。参加杭州市第二次文学艺术工作者代表大会，任副主席。当选富阳县第八届人民代表大会代表（后当选为富阳县人大常委会委员。）；被批准为中国戏剧家协会会员；被评为杭州市劳动模范，并出席杭州市职工劳动模范和现今先进（工作）者表彰大会。4月15日，《杭州日报》发表专题文章《认真钻研 精雕细刻——简谈越剧<正气千古>的表演、导演手法》，文中首次以“著名的女小生演员”称呼陈书君。5月1日，杭州日报以《陈书君素描》为题，专文介绍陈书君。7月17日，《新民晚报》以《<舞台姐妹>的姐妹篇<莺燕桃李>下旬在杭开拍》为题，介绍电影《莺燕桃李》，提及陈书君时介绍为：“演小生夏燕的陈书君是浙江富阳越剧团团长，有浙江五大小生之一的美誉。”是年，拜师尹桂芳。

1985年，当选为戏剧家协会全国第四届剧代会代表，浙江越剧界代表仅陈书君与茅威涛两人。受民盟中央的邀请，经中央文化部同意，陈书君率团进驻北京演出，党和国家领导人陈丕显、郝建秀、严济慈等人观看了演出，首都文艺界、新闻界对富阳越剧团上演的新编历史故事剧《金殿拒婚》，给予普遍重视和极高的评价，中央电视台、北京电视台、中央人民广播电台、北京人民广播电台，先后为富阳越剧团演出的《金殿拒婚》进行了录像和录音；人民日报、光明日报、中国日报、北京日报、北京晚报，戏剧报和戏剧电影报，先后发表刘海粟、张毕来、马少波、马颜祥、郭汉城、王蕴明、曲六乙等的署名文章，对富阳越剧团上演的《金》剧加以介绍和推荐，并配以剧照、舞台速写等。

1986年，主演《珍珠塔》、《金殿拒婚》等剧目在各地巡回演出。其中《金殿拒婚》参与浙江省二届戏剧节评奖，陈书君获一等奖。9月，美籍华人画家吴国筠自美国旧金山看到陈书君《金殿拒婚》之录像后，专程赶至江西上饶信江，观看其主演之《金殿拒婚》、《何文秀》。并将录像带带回美国，还邀请陈书君私人访美。是年，首届“杭州文艺奖”获奖者名单公布于《杭州日报》，陈书君以戏曲演员身份获得二等奖。 

1987年，主演《巡按斩父》于上海。以《金殿拒婚》中宋弘的表演荣获第一届郁达夫文艺奖一等奖。应美国旧金山美籍华人画家吴国筠女士邀请，自沪启程飞往旧金山作为期三个月的友好访问。富阳县首届优秀文艺奖名单公布，陈书君以《金殿拒婚》获得表演一等奖。是年，主演之戏曲电视剧《无情剑》在富阳开机拍摄。

1988年，1月，应邀去杭州大学讲演“越剧生角表演艺术”，《钱江晚报》1月31日以《陈书君在大学生中》为题进行了报道。2月21日，《杭州日报》刊登新闻《市电视台拍成<无情剑>》,称由“中年越剧表演艺术家陈书君领衔主演”，“《无情剑》在越剧舞台上曾演出二百多场，深受越剧爱好者喜爱，电视片在此基础上作了较大的改动，很多实景是在风景如画的富春江上拍攝的”，“该剧是杭州电视台依靠自己的人力、物力摄制的第一部电视剧。有行家认为这是部出手不凡之作。”3月14日，《杭州日报》刊登专题报道《越剧电视剧<无情剑>下旬播出 著名尹派小生陈书君再展风采》。3月下旬，陈书君主演之越剧电视剧《无情剑》在杭州11频道播出。6月，中国文联编纂“中国当代文艺家名人录”，将陈列入其内。8月31日，《浙江日报》刊登短文《群星集》，介绍陈书君。11月16日，《杭州日报》“七色花”专刊“我的第一次”专栏，刊登陈书君的署名文章《34年前的一幕》。12月31日，杭州越剧三团获杭州市一级剧团称号，陈书君获浙江省文化系统优秀管理工作者称号。是年，获浙江省文化厅、省电视台主办的“中年演员精英大奖赛”最佳表演奖。

1989年，1月，杭州越剧三团在蛇口、深圳和广州等地进行为期半月的联欢演出，主演《金殿拒婚》及一台折子戏，陈书君饰演宋弘，并在折子戏中与钱爱玉搭档演出《何文秀》。沈祖安仁艺术顾问，刘海粟、沙孟海、陆抑非、钱法成、顾锡东等著名人士为这次交流演出题诗作画。4月15日，陈书君被提议为富阳县第二届文学艺术界联合会副主席候选人。 4月24日，浙江1台晚20点30分播放陈书君主演之越剧《巡按斩父》。 4月24日至28日，在省群艺馆小剧场举行全省中年演员精英大奖赛，5月2日评奖揭晓，18名演员获最佳表演奖，陈书君名列其中。5月，《戏剧电影报》1989年5月（总第105期）刊登专栏文章《尹派风范 麒派神韵——小记陈书君的表演艺术》。10月1日至3日，进驻富阳影剧院，在国庆期间主演富阳越剧团自编、自导、自演的历史故事剧《富春令》，饰演富春令盛志明，并任导演。

1990年，带新编剧《富春令》等6台大戏，到各地巡回演出。6月13日，任富阳县文化局党委委员。 6月14日，任富阳县文化局副局长。 6月20日，一九九〇年浙江省新剧目调演发奖大会召开，主演之《富春令》荣获唯一的剧本一等奖，陈书君获导演奖、演员一等奖，此剧另获作曲、舞美设计、绘景奖。 7月，调入富阳市文化局任副局长。8月，应上海越剧院院长吕瑞英之邀请，赴上海与其搭档，排演《东瀛遣唐客》，饰男主角日本留学生武田吉夫。 10月，陈书君主演之《东瀛遣唐客》首演于上海南市影剧院。 是月，陈书君主演之《金殿拒婚》剧照被浙江人民美术出版社出版为四条屏年画。10月30日，《新民晚报》以《唐文化倾倒越剧观众——<东瀛遣唐客>令人耳目一新》为题，介绍其主演之《东瀛遣唐客》。

1991年，3月，杭州市政协五届五次会议举行期间，陈书君作为政协委员在会上发言。4月，在杭州市三次文代会上被选举为文联副主席。8月18日至24日，率团参加杭州市青年戏剧演员会演，并于25日列席颁奖大会。

1992年，3月29日至31日，杭州市文学艺术界联合会第三次代表大会召开，任该界委员会副主席，是副主席中唯一的一位女性。5月3日，《中国人民政治协商会议浙江省杭州市第六届委员会委员名单》公布于《杭州日报》，文学艺术界委员共28名，陈书君名列其中。5月19日，列席杭州市政协六届一次会议。 10月17日，以《富春令》中盛子明的表演荣获第四届郁达夫文艺奖一等奖。

1994年，5月，在《富阳报》刊发陈书君署名的艺术评论文章《好戏难得过把瘾》，盛赞淮剧《金龙与蜉蝣》。7月20日，《杭州日报》刊发《艺苑繁花酷暑竞放 市青年越剧演员调演二轮展演最焦急的观众是各团团长》一文，介绍陈书君关心培养年轻演员，称“著名越剧小生陈书君作为杭越三团的老团长，殷切盼望自己惨淡经营起来的剧团兴旺发达。”

1995年，4月9日至10日，由上海电视台、《新民晚报》、上海人民广播电台主办的“全国著名越剧中年演员展览演出”，在逸夫舞台举行。来自浙江、上海、南京、西安等省市的，12个院团的21位年龄35岁至55岁左右的演员，参加演出。陈书君名列其中。上海电视台于4月14日、21日，在“戏剧大舞台”栏目分两次播出演出实况。

1996年，其主演的《正气千古》录像于1月16日由上海有线戏剧台20点20分在“海上大剧院”栏目播出。

1999年，10月11日，富阳市杭州越剧三团创作的新剧目《鸳鸯曲》，获得杭州市‘99新剧目调演7项大奖，又被推荐参加本月中旬举行的省第八届戏剧节展演。陈书君出任此剧艺术总监。

2000年，9月1日至4日，于香港北角新光戏院参加“越剧表演艺术家尹桂芳纪念演出”，主演折子戏《沙漠王子•算命》。

2001年，1月，杭州越剧三团赴沪，自当月8日起，于上海逸夫舞台演出重排之《富春令》，及《鸳鸯曲》；陈书君主演《富春令》。 袁雪芬、徐玉兰、王文娟、张桂凤、周宝奎等观看了演出。期间，举行了《富春令》剧目研讨会，上海市戏剧协会、《上海戏剧》杂志社、上海越剧院、上海京剧院、上海戏剧学院等单位领导荣广润、赵莱静、徐玉兰等二十余人列席。5月11日至18日，应香港戏曲艺术文化交流协会之邀请，赴香港新光戏院主演《富春令》，受到媒体和观众的高度评价。 其中5月15日，与洪芬飞搭档，主演折子戏《何文秀•算命》于香港新光戏院。

2002年，10月17日，参加杭州市知识分子联谊会成立大会。

2005年，6月6日，获得杭州市劳动模范称号。7月11日，在越剧百年华诞之际，陈书君表演艺术研讨会在富阳南国宾馆举行。会议由徐国明主持，沈祖安、王复民、张浚生、包朝赞、胡效琦、胡小孩、顾天高、吕建华、周冠均、孙银标、庄孝泉、金志强等列席并发表演讲。会议结束后，中共富阳市文化广电新闻出版局委员会与富阳市文化广电新闻出版局聘请陈书君为艺术顾问。当日晚，于富阳影剧院举行陈书君代表作演唱会，陈书君应邀清唱《何文秀》中“算命”一段。是年，陈书君出任艺术顾问的杭州越剧三团排演新编剧目《十八双绣花鞋》获得2006年中国越剧节铜奖。

2007年，5月12日，与陈佩卿、金宝花、尉少秋和王少楼四位齐聚杭州，在浙江音像出版社为一套《浙江五大小生》VCD的越剧专辑系列举行签售活动。此浙江越剧著名五大小生系列，包括了陈书君主演的《何文秀》一剧。

2008年，出任杭州越剧三团排演新编剧目《梅花谣》的艺术指导。
2009年，11月28日，出席富阳市文学艺术界联合会第六次代表大会。
2010年，2月8日，由杭州越剧艺术研究会、杭州市戏剧家协会、杭州越剧院编撰的《越苑风华——杭州越剧名家艺术人生》在杭首发，陈书君与屠桂飞、陈少芳、王如亚、高爱娟、尉少秋、吴月森等越剧名家一起，集体出席了该书的发布会。 4月21日，富阳市文化工作会议在市政府综合楼召开, 10人获得首届“德艺双馨”文艺工作者的称号，陈书君位列其中。 5月11日至6月10日,第五届“西湖之春”艺术节•2010年杭州市新剧节目汇演于在杭州顺利举办, 陈书君导演之越剧小戏《魂归富春》在杭州市戏剧家协会之折子戏专场《五彩梨园》中演出，获优秀节目奖，陈书君获优秀导演奖。 5月25日，富阳市2010年中小学生艺术节暨富春四小越剧专场汇报演出在富阳市影剧院开幕，陈书君出席，观看了演出。 10月18日晚，富阳市第四届乡镇（街道）第四场演出在新登镇新登中学校园内举行，陈书君与富阳市音乐家协会会长陈建华、杭州市音乐家协会会员曹云珍三人担任了本次演出的主要评委。 

## 艺术成就
陈书君专攻小生行当，尤其擅演官生，有“越剧官生第一人”之称。她虽拜师尹桂芳，但并不拘泥于尹派艺术，而是融范（瑞娟）、毕（春芳）、尹（桂芳）、陈（佩卿）等诸多流派艺术优势，她主演的《金殿拒婚》为其越剧艺术最佳表现。她在导演方面也有相当的艺术成就。

## 代表作品
- 《金殿拒婚》（又名《宋弘传奇》、《金殿抗婚》、《宋弘抗婚》等）
- 《富春令》
- 《巡按斩父》 （又名《无情剑》）
- 《珍珠塔》